# Анжикус (микрорегион)
Анжикус (порт. Microrregião de Angicos) — микрорегион в Бразилии, входит в штат Риу-Гранди-ду-Норти. Составная часть мезорегиона Центр штата Риу-Гранди-ду-Норти. Население составляет 	51 304	 человека (на 2010 год). Площадь — 	4079,969	 км². Плотность населения — 	12,57	 чел./км².

## Демография
Согласно сведениям, собранным в ходе переписи 2010 г. Национальным институтом географии и статистики (IBGE), население микрорегиона составляет:						
| Полное население                             | Полное население                             | Полное население                             | Полное население                             | 51 304 |
| -------------------------------------------- | -------------------------------------------- | -------------------------------------------- | -------------------------------------------- | ------ |
| в том числе:                                 | Городское население                          | 34 418                                       | Процент городского населения, %              | 67,09  |
|                                              | Сельское население                           | 16 886                                       | Процент сельского населения, %               | 32,91  |
|                                              | Мужское население                            | 25 755                                       | Процент мужского населения, %                | 50,20  |
|                                              | Женское население                            | 25 549                                       | Процент женского населения, %                | 49,80  |
| Плотность населения, чел/км²                 | Плотность населения, чел/км²                 | Плотность населения, чел/км²                 | Плотность населения, чел/км²                 | 12,57  |
| Население микрорегиона в % к населению штата | Население микрорегиона в % к населению штата | Население микрорегиона в % к населению штата | Население микрорегиона в % к населению штата | 1,62   |

## Статистика
- Валовой внутренний продукт на 2003 год составляет 116 140 581,00 реалов (данные: Бразильский институт географии и статистики).
- Валовой внутренний продукт на душу населения на 2003 год составляет 2306,78 реалов (данные: Бразильский институт географии и статистики).
- Индекс развития человеческого потенциала на 2000 год составляет 0,640 (данные: Программа развития ООН).

## Состав микрорегиона
В составе микрорегиона включены следующие муниципалитеты:
1. Афонсу-Безерра
2. Анжикус
3. Кайсара-ду-Риу-ду-Венту
4. Фернанду-Педроза
5. Жардин-ди-Анжикус
6. Лажис
7. Педра-Прета
8. Педру-Авелину